# مغالطة تحريك المرمى

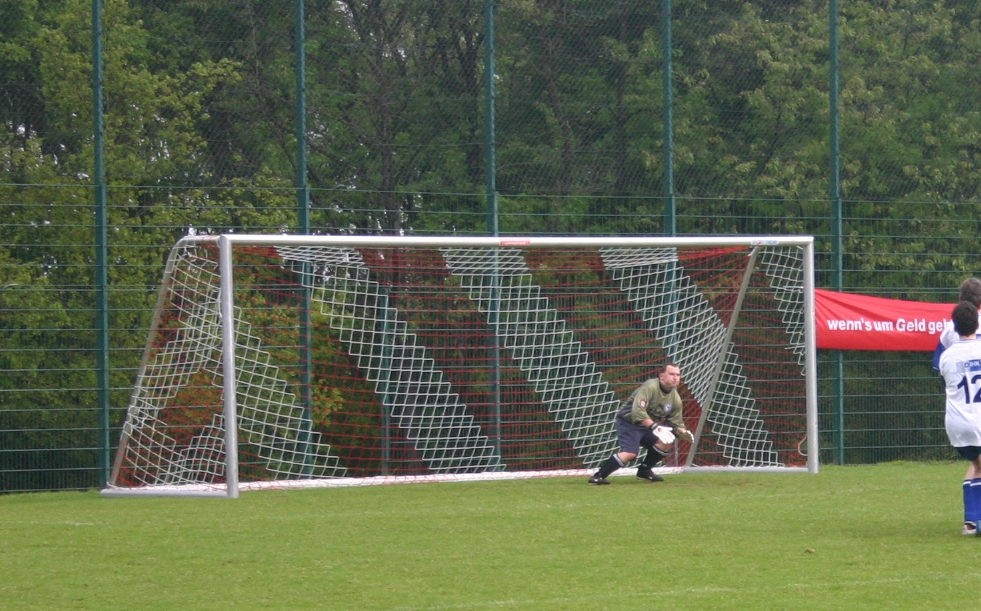

مغالطة تحريك المرمى (Moving the goalposts)، هي استعارة مستمدة من رياضة كرة القدم والرياضات الأخرى التي تتضمن مرمى أو ما يشابهه، تُستخدم هذه الاستعارة للتعبير عن التغيير في هدف العملية أو المنافسة ومغزاها والذي يحدث والمنافسة مازالت مستمرة.

## أصل التسمية
هذه الاستعارة هي مصطلح بريطاني في الأصل، استمدت من الألعاب الرياضية التي تستخدم مرمى لاحتساب الأهداف مثل كرة القدم، وتُشير بشكلٍ مجازي للظلم الذي يحدث عند تغيير المرمى بعد أن تكون منافسة أو عملية ما قد بدأت بالفعل.

## مغالطة منطقية
تعتبر استعارة تحريك المرمى مغالطة منطقية يتمُّ فيها رفض الأدلة والبراهين المُقدمة بسبب تغيير هدف النقاش أو محوره وطلب أدلة وبراهين أخرى، ويكون الهدف الرئيسي من استخدام هذه المغالطة هو تغيير قواعد اللعبة لتغيير النتيجة وحرف مسار العملية كاملةً.

## الاستخدام
تستخدم هذه المغالطة كأحد أساليب المضايقة والتشتيت من خلال إعادة تحديد الأهداف بشكلٍ مستمر، ففي الرياضة مثلاً يتمُّ تغيير مكان المرمى بشكلٍ دائم بحيث يكون الرياضي غير قادر على تحقيق أي هدف في نهاية المطاف.
وقد تُستخدم أحياناً ضمن ما يسمى ميزة تغيير الخصائص Feature creep، والتي لا يتمُّ فيها التسليم باكتمال المنتج لأنَّ قائمة الأهداف تتغيَّر وتتطوَّر باستمرار مع مرور الوقت وهو الأمر الذي يتطلَّب تعديل في المنتج أو إعادة إنتاجه بالكامل من جديد وهكذا فإنَّ اكتمال المنتج قد لا يحدث أبداً.
يُستخدم هذا المصطلح أيضاً في مجالي السياسة والأعمال للإشارة لسوء النية من جانب أولئك الذين يضعون أهدافاً مستحيلة التحقيق من قبل الآخرين عن طريق تقديم مطالب إضافية بشكل مستمر كلَّما تمَّ تلبية المطالب الأولى وتنفيذها، وكان كارل بوبر من أوائل من أشاروا لهذه المغالطة ليس فقط في مجال السياسة والأعمال بل وفي المجال العلمي أيضاً.

## أمثلة متعلقة بالرياضة
في عام 2009 تم تصوير حارس المرمى الدنماركي لكرة القدم كيم كريستنسن وهو يُحرِّك المرمى من أجل زيادة صعوبة تسجيل الأهداف من قبل الفريق الخصم، وتم اكتشاف هذا الفعل من قبل الحكم في حوالي الدقيقة 20 من المباراة، ومع ذلك لم يتعرض كريستنسن للإيقاف أو لأي غرامات أو عقوبات على هذا الفعل.
يعتبر تحريك المرمى بشكل متعمد خطأً احترافياً في لعبة الرجبي ويحق للحكام والمسؤولين فرض العقوبة التي يرونها مناسبة على هذا الفعل بما في ذلك احتساب هدف على كل محاولة تتمُّ إضاعتها بسبب هذا الفعل أو إبطال أي هدف تمَّ تسجيله نتيجة لموقع المرمى الجديد، أمَّا في لعبة هوكي الجليد فيعتبر تحريك المرمى أمراً شائعاً بسبب اصطدام اللاعبين به نتيجة الاحتكاك الكبير بين اللاعبين في هذه اللعبة العنيفة، وعند حدوث أي تحريك في المرمى يتمُّ إيقاف اللعب حتى إعادة المرمى لموقعه الصحيح، وإذا تمَّ هذه التحريك بصورة متعمدة فيمكن منح ضربة جزاء للفريق الخصم وإذا كان حارس المرمى هو من قام بالتحريك فقد يتمُّ طرده من المباراة كما حدث مع ديفيد ليغيو عام 2014 وبعد هذه الحادثة أصبح القانون المُتبع هو احتساب هدف مباشرةً للفريق الخصم في حال قام الحارس بتحريك المرمى عن عمد.